# Esbjerg fB
Pour le club de hockey sur glace, voir Esbjerg fB Ishockey.
Maillots
Le Esbjerg forenede Boldklubber est un club danois de football basé à Esbjerg. Il fait partie du même club omnisports que le Esbjerg fB Ishockey.

## Historique
- 1924 : fondation du club par fusion de Esbjerg B 1898 (fondé en 1898) et de Esbjerg A 1911 (fondé en 1911)
- 1928 : 1re participation au championnat de 1re division (saison 1928/29)
- 1962 : 1re participation à une Coupe d'Europe (C1, saison 1962/63)

## Bilan sportif

### Palmarès
| Compétitions nationales | Compétitions internationales |
| - Championnat du Danemark - Champion (5) : 1961, 1962, 1963, 1965, 1979 - Championnat du Danemark de deuxième division - Champion (4) : 1932, 1949, 2001, 2012 - Coupe du Danemark - Vainqueur (3) : 1964, 1976, 2013 - Finaliste (6) : 1957, 1962, 1978, 1985, 2006, 2008 | - Néant                      |

### Bilan européen
Légende
- Victoire ou qualification pour le tour suivant
- Match nul
- Défaite ou élimination de la compétition

Note : dans les résultats ci-dessous, le score du club est toujours donné en premier.
| Saison    | Compétition               | Tour                | Club                | Domicile | Extérieur | Total             |
| --------- | ------------------------- | ------------------- | ------------------- | -------- | --------- | ----------------- |
| 1962-1963 | Coupe des clubs champions | Seizièmes de finale | Linfield FC         | 0 - 0    | 2 - 1     | 2 - 1             |
| 1962-1963 | Coupe des clubs champions | Huitièmes de finale | Dukla Prague        | 0 - 0    | 0 - 5     | 0 - 5             |
| 1963-1964 | Coupe des clubs champions | Seizièmes de finale | PSV Eindhoven       | 3 - 4    | 1 - 7     | 4 - 11            |
| 1964-1965 | Coupe des coupes          | Tour préliminaire   | Cardiff City        | 0 - 0    | 0 - 1     | 1 - 1             |
| 1966-1967 | Coupe des clubs champions | Tour préliminaire   | Dukla Prague        | 0 - 2    | 0 - 4     | 0 - 6             |
| 1976-1977 | Coupe des coupes          | Seizièmes de finale | Bohemian FC         | 0 - 1    | 1 - 2     | 1 - 3             |
| 1978-1979 | Coupe UEFA                | Premier tour        | IK Start            | 1 - 0    | 0 - 0     | 1 - 0             |
| 1978-1979 | Coupe UEFA                | Seizièmes de finale | KuPS Kuopio         | 4 - 1    | 2 - 0     | 6 - 1             |
| 1978-1979 | Coupe UEFA                | Huitièmes de finale | Hertha Berlin       | 2 - 1    | 0 - 4     | 2 - 5             |
| 1979-1980 | Coupe UEFA                | Premier tour        | Zbrojovka Brno      | 1 - 1    | 0 - 6     | 1 - 7             |
| 1980-1981 | Coupe des clubs champions | Seizièmes de finale | Halmstads BK        | 3 - 2    | 0 - 0     | 3 - 2             |
| 1980-1981 | Coupe des clubs champions | Huitièmes de finale | Spartak Moscou      | 2 - 0    | 0 - 3     | 2 - 3             |
| 2003-2004 | Coupe UEFA                | Tour préliminaire   | FC Santa Coloma     | 5 - 0    | 4 - 1     | 9 - 1             |
| 2003-2004 | Coupe UEFA                | Premier tour        | Spartak Moscou      | 1 - 1    | 0 - 2     | 1 - 3             |
| 2004      | Coupe Intertoto           | Premier tour        | NSÍ Runavík         | 3 - 1    | 4 - 0     | 7 - 1             |
| 2004      | Coupe Intertoto           | Deuxième tour       | OGC Nice            | 1 - 0    | 1 - 1     | 2 - 1             |
| 2004      | Coupe Intertoto           | Troisième tour      | Vėtra Vilnius       | 4 - 0    | 1 - 1     | 5 - 1             |
| 2004      | Coupe Intertoto           | Demi-finales        | Schalke 04          | 1 - 3    | 0 - 3     | 1 - 6             |
| 2005-2006 | Coupe UEFA                | Premier tour Q      | Flora Tallinn       | 1 - 2    | 6 - 0     | 7 - 2             |
| 2005-2006 | Coupe UEFA                | Deuxième tour Q     | Tromsø IL           | 0 - 1    | 1 - 0 ap  | 1 - 1 (2 - 3 tab) |
| 2013-2014 | Ligue Europa              | Barrages Q          | AS Saint-Étienne    | 4 - 3    | 1 - 0     | 5 - 3             |
| 2013-2014 | Ligue Europa              | Groupe C            | Standard de Liège   | 2 - 1    | 2 - 1     | Deuxième          |
| 2013-2014 | Ligue Europa              | Groupe C            | Red Bull Salzbourg  | 1 - 2    | 0 - 3     | Deuxième          |
| 2013-2014 | Ligue Europa              | Groupe C            | IF Elfsborg         | 1 - 0    | 2 - 1     | Deuxième          |
| 2013-2014 | Ligue Europa              | Seizièmes de finale | ACF Fiorentina      | 1 - 3    | 1 - 1     | 2 - 4             |
| 2014-2015 | Ligue Europa              | Deuxième tour Q     | Kaïrat Almaty       | 1 - 0    | 1 - 1     | 2 - 1             |
| 2014-2015 | Ligue Europa              | Troisième tour Q    | Ruch Chorzów        | 2 - 2    | 0 - 0     | 2 - 2E            |
| 2019-2020 | Ligue Europa              | Deuxième tour Q     | Chakhtior Salihorsk | 0 - 0    | 0 - 2     | 0 - 2             |

## Personnalités du club

### Entraîneurs
Le tableau suivant présente la liste des entraîneurs du club depuis 1956.
| Rang | Nom                    | Période   |
| ---- | ---------------------- | --------- |
| 1    | Lajos Szendrődi        | 1956-1957 |
| 2    | Alf Young              | 1957-19?? |
| 3    | ?                      | 19??-1960 |
| 4    | Rudi Strittich         | 1960-1962 |
| 5    | Arne Sørensen          | 1963-1964 |
| 6    | Rudi Strittich         | 1965-1968 |
| 7    | Richard Møller Nielsen | 1968-1969 |
| 8    | Ernst Netuka           | 1969-1970 |

| Rang | Nom                         | Période   |
| ---- | --------------------------- | --------- |
| 9    | Ludwig Weg                  | 1970-1971 |
| 10   | Peter Stubbe                | 1972      |
| 11   | JJ Hansen & CE Christiansen | 1972      |
| 12   | Egon Jensen                 | 1973-1976 |
| 13   | Rudi Strittich              | 1977-1979 |
| 14   | Carl Emil Christiansen      | 1979-1980 |
| 15   | Jürgen Wähling              | 1981-1983 |
| 16   | Henrik Brandenborg          | 1984-1986 |

| Rang | Nom               | Période   |
| ---- | ----------------- | --------- |
| 17   | Allan Michaelsen  | 1987-1988 |
| 18   | Jan Hansen        | 1988      |
| 19   | Allan Hebo Larsen | 1989-1990 |
| 20   | Jan Hansen        | 1990-1993 |
| 21   | Ian Salter        | 1993      |
| 22   | Jørn Bach         | 1993-1997 |
| 23   | Viggo Jensen      | 1997-2002 |
| 24   | Ove Pedersen      | 2002-2005 |

| Rang | Nom               | Période        |
| ---- | ----------------- | -------------- |
| 25   | Troels Bech       | 2006-2008      |
| 26   | Jess Thorup       | 2008           |
| 27   | Ove Pedersen      | 2009-2011      |
| 28   | Jess Thorup       | 2011-2013      |
| 29   | Niels Frederiksen | 2013-2015      |
| 30   | Michael Pedersen  | 2015           |
| 31   | Jonas Dal         | 2015-2016      |
| 32   | Colin Todd        | 2016-déc .2016 |

### Joueur de l'année
| Année     | Gagnant          |
| --------- | ---------------- |
| 1995-1996 | Mark Bailey      |
| 1996-1997 | Michael Pedersen |
| 1997-1998 | Henrik Jensen    |
| 1998-1999 | Lars Jakobsen    |
| 1999-2000 | Henrik Ibsen     |

| Année     | Gagnant            |
| --------- | ------------------ |
| 2000-2001 | Joakim Persson     |
| 2001-2002 | Christian Karlsson |
| 2002-2003 | Jan Kristiansen    |
| 2003-2004 | Tommy Bechmann     |
| 2004-2005 | Fredrik Berglund   |

| Année     | Gagnant         |
| --------- | --------------- |
| 2005-2006 | Jerry Lucena    |
| 2006-2007 | Niki Zimling    |
| 2007-2008 | Martin Vingaard |
| 2008-2009 | Søren Rieks     |
| 2009-2010 | Nicolai Høgh    |

| Année     | Gagnant        |
| --------- | -------------- |
| 2010-2011 | Jesper Lange   |
| 2011-2012 | Søren Rieks    |
| 2012-2013 | Lukáš Hrádecký |
| 2013-2014 | Kian Hansen    |
| 2014-2015 | Jonas Knudsen  |

| Année     | Gagnant        |
| --------- | -------------- |
| 2015-2016 | Jeppe Højbjerg |

### Records individuels
|   | Nom                | Matchs | Dates     |
| - | ------------------ | ------ | --------- |
| 1 | Ole Kjær           | 474    | 1974-1985 |
| 2 | Jens Peter Hansen  | 465    | 1943-1966 |
| 3 | Egon Jensen        | 440    | 1955-1970 |
| 4 | Jens Jørgen Hansen | 417    | 1958-1971 |
| 5 | Torben Luxhøj      | 391    | ?         |

|   | Nom                    | Buts | Dates                           |
| - | ---------------------- | ---- | ------------------------------- |
| 1 | Michael Pedersen       | 159  | 1982-1985, 1988-1989, 1992-1999 |
| 2 | Jens Peter Hansen      | 150  | 1943-1966                       |
| 3 | Kristian Østergaard    | 147  | ?                               |
| 4 | Flemming Iversen       | 119  | ?                               |
| 5 | Carl Emil Christiansen | 114  | 1956–1967                       |